# Idioma kikapú
El kikapú o quicapú es la lengua de la tribu indígena kikapú, que cuenta con ramas en los estados de Oklahoma y Arizona (Estados Unidos) y en los estados  de Coahuila y Sonora en (México). La variante hablada en Estados Unidos recibe el nombre de "idioma fox". Cuenta con pocos millares de hablantes en ambos países de América del Norte, aunque en México era hablado por menos de doscientas personas en 1995 en el municipio de Múzquiz.
El idioma kikapú es la única lengua álgica que sobrevive en México. Sus hablantes sostienen que no pueden dejar de hablarla en tanto que es un don de su dios principal, Kitzihiata. La mayor parte de los hablantes de esta lengua hablan el inglés y, en el caso de la banda de la tribu que vive en territorio mexicano, se da un fenómeno de trilingüismo de kikapú, inglés y español. Por el tamaño de su comunidad lingüística, el kikapú es una lengua en peligro de extinción.

## Clasificación
El idioma kikapú es una lengua perteneciente a las lenguas algonquianas centrales de la rama de lenguas algonquianas, ésta a su vez pertenece a las lenguas álgicas.

## Estatus oficial
Esta lengua, junto con todas las lenguas indígenas de México y el español, fueron elevadas a "lenguas nacionales" gracias a la Ley General de Derechos Lingüísticos de los Pueblos Indígenas promulgada en el año 2003.

## Fonología

### Vocales
Este cuadro muestras las vocales empleadas en la lengua kikapú.
|            | Anterior | Central | Posterior |
| ---------- | -------- | ------- | --------- |
| Cerrada    | i, iː    |         |           |
| Intermedia | ɛ, ɛː1   |         | o , oː2   |
| Abierta    |          | a3, aː  |           |

1. Su alófono es /æː/.
2. Estas vocales cuentan con alófonos /u/ y /uː/ respectivamente.
3. Su alófono es /ʌ/.

### Consonantes
El inventario consonántico del fox-kikapú es el siguiente:
|             |             | Labial | Dental | Alveolar | Palatal | Velar | Glotal |
| ----------- | ----------- | ------ | ------ | -------- | ------- | ----- | ------ |
| Nasal       | Nasal       | m      |        | n        |         |       |        |
| Oclusiva    | simple      | p (b)  |        | t        | tʃ      | k     |        |
| Oclusiva    | preaspirada | ʰp     |        | ʰt       | ʰtʃ     | ʰk    |        |
| Fricativa   | Fricativa   |        | θ (ð)  | s        | ʃ       |       | h      |
| Aproximante | Aproximante |        |        |          | j       | w     |        |

El único crupo consonántico formado por obstruyentes es ʃk; además de este existen otros grupos que involucran a las aproximantes /j, w/.

### Tonos
El idioma kikapú posee cuatro tonos: alto, bajo, ascendente y descendente.
- Tono alto [á]
- Tono bajo [a]
- Tono descendente [áa]
- Tono ascendente [aá]

Los tonos ascendente y descendente ocurren sólo en vocales largas.

## Vocabulario
nekoti "uno"
niiswi "dos"
neθwi "tres"
niewi "cuatro"
niananwi "cinco"
inenia "hombre"
ihkweea "mujer"
anemwa "perro"
kiiseθwa "sol"

### Comparación léxica
Las lenguas fox, sauk y kikapú son filogenéticamente muy cercanas. El siguiente cuadro compara los numerales en estas tres lenguas:
| GLOSA | Fox       | Sauk (Meskwaki) | Kikapú      | PROTO- FOX-SAUK- KIKAPÚ |
| ----- | --------- | --------------- | ----------- | ----------------------- |
| '1'   | nekoti    | nɛkoti          | nɛkoti      | *nekoti                 |
| '2'   | nīšwi     | nīšwi           | nīswi       | *nīšwi                  |
| '3'   | neswi     | nɛswi           | nɛθwihi     | *nɛθwi                  |
| '4'   | nyēwi     | nyæːwi          | niɛwi       | *nyēwi                  |
| '5'   | nyānanwi  | nyānanwi        | niananwi    | *nyānanwi               |
| '6'   | kotwāšika | kotwāšika       | nɛkotoāsika | *ne-kot-wāšika          |
| '7'   | nōhika    | nōhika          | nōhika      | *nōhika                 |
| '8'   | šwāšika   | šwāšika         | nɛswāsika   | *neθwāšika              |
| '9'   | šāka      | šāka            | sāka        | *šāka                   |
| '10'  | kwiɬi     | mɛtāswi         | mɛtāθwi     | *metāθwi                |